# برلیانس وی۶

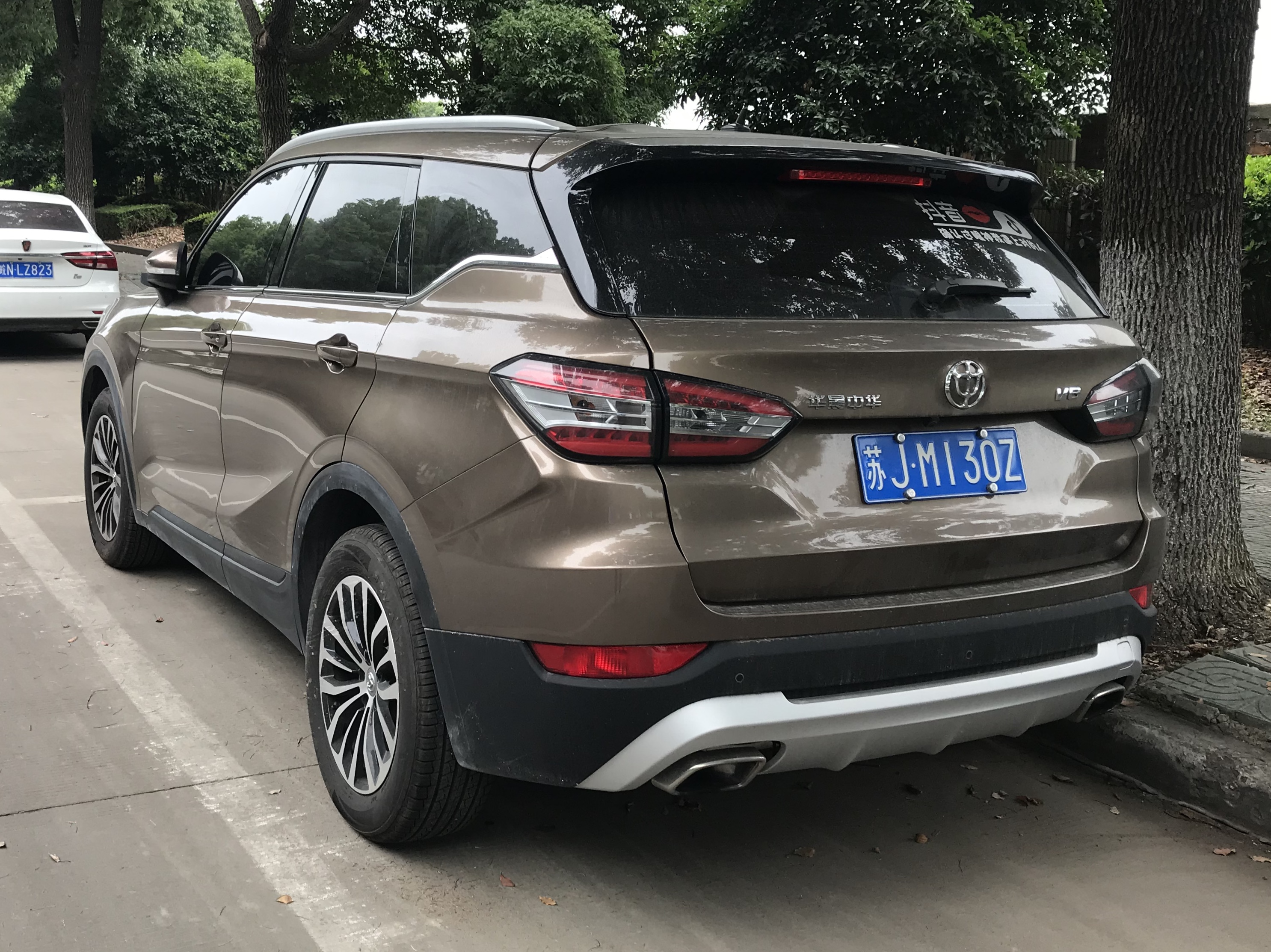
نمای عقب

برلیانس وی۶ یک کراس‌اوور سایز متوسط هفت نفره است که توسط شرکت چینی برلیانس اتو تولید شده است.این خودرو در نمایشگاه خودروی گوانگژو ۲۰۱۷ در چین رونمایی شد.در سال ۲۰۱۸ برلیانس وی۷ در نمایشگاه خودروی پکن به عنوان جایگزین این خودرو رونمایی شد.